# Vírus da hepatite B
O vírus da hepatite B é um Hepadnavirus com genoma de DNA bicatenar (dupla hélice) circular. Tem predilecção forte pela infecção dos hepatócitos do fígado. Ele multiplica-se no núcleo da célula infectada, utilizando as enzimas de replicação de DNA da própria célula humana. A sua replicação invulgar consiste na formação de RNA a partir do genoma de DNA, que são usados na síntese das proteínas virais, e RNA especial que depois é convertido em DNA pela enzima transcriptase reversa, uma enzima que será mais característica dos retrovirus.
A partícula viral ou virion do HBV é denominada partícula de Dane e tem cerca de 40 nanómetros de diâmetro, podendo ser filamentosa ou esférica. Possui um envelope bilipídico, onde existe a proteína membranar viral HBs (s de surface: superfície). O capsídeo interno ao envelope, que protege o genoma e algumas cópias de enzima transcriptase reversa (necessária já que as células humanas não a produzem), é formado pela proteína HBc (c de core:capsídeo). A proteína HBe é uma proteína viral pouco importante mas também é lançada no sangue e portanto importante para a resposta do sistema imunitário.

## Sinais e sintomas
Uma infecção aguda com o vírus da hepatite B está associada com hepatites virais - uma doença que começa com problemas de saúde comuns, como perda de apetite, náusea, vômitos, dores no corpo, febre moderada, urina escura e depois progridem até o desenvolvimento de icterícia.